# Izquierda Comunera
Izquierda Comunera (IzCo) és una formació política nacionalista castellana d'esquerres integrada dins d'Izquierda Castellana. Fou constituïda el 2001 després d'una escissió, liderada per Reyes Garrido, en el si de l'agrupació madrilenya de Tierra Comunera - Partido Nacionalista Castellano en considerarlo un partit massa regionalista.